# João Pedro Cunha
João Pedro Cunha (Porto) é um violinista português. Após ter terminado o curso de Violino no Conservatório de Música do Porto, com dezenove valores, em 1990, inicia a sua actividade como professor de violino. Com grande mérito pela distinta participação, é, também em 1990, finalista premiado do Concurso Prémio Jovens Músicos, do programa 2 da RDP. No decorrer do ano, é ouvido pela violinista Patricia Calnan, em Lagos, que, reconhecendo o seu talento, o aceita como seu aluno em Londres. Com essa professora, prepara-se para provas de acesso a Universidades de Música em Londres e Manchester.